# Newtown (contea di Schuylkill, Pennsylvania)
Newtown è un census-designated place (CDP) degli Stati Uniti d'America situato nello stato della Pennsylvania, nella contea di Schuylkill.